# Barragem de betão
As barragens de betão (português europeu) ou represas/barragens de concreto (português brasileiro) são um dos dois tipos de barragem (represa) relativamente ao material de que são construídas, o betão (concreto, no Brasil). São feitas em vales apertas pois a resistência do betão tem algumas limitações relativamente ao comprimento da barragem. Apesar de muito resistentes, estas barragens são também muito vulneráveis a certos tipos de situações. Se houver algum erro de projecção e a barragem fender pode ter consequências catastróficas. Já numa situação de galgamento pela água da albufeira não é tão prejudicial.
Podemos definir dois tipos de barragem de betão tendo a forma como são construídas.
- Barragem de gravidade (ou represa de gravidade)
- Barragem em arco (ou represa em arco)